# Aquilaria sinensis
Espèce
Classification phylogénétique
Statut de conservation UICN

 VU  : Vulnérable
Aquilaria sinensis est une espèce de plantes du genre Aquilaria de la famille des Thyméléacées.
Le bois vivant d'Aquilaria sinensis, comme celui d’autres espèces de ce genre dont surtout le très réputé et recherché Aquilaria crassna, produit une résine particulière, odorante en réaction à certaines agressions physiques (blessures, feu) ou biologiques (attaques d’insectes xylophages, de bactéries et champignons).
Cette résine est dite « calambac », « gaharu, » « bois d'agar », « bois de oud », « bois d'argile », « bois d'aloès » (ou « bois de gélose » pour les scientifiques).
La poudre ou le copeau du bois malade qui produit cette résine ou l'huile essentielle qu'on en tire sont très recherchés par la médecine traditionnelle asiatique et de plus en plus pour l’industrie des cosmétiques et de papiers et d'encens parfumés.
Les Aquilaria ont été très surexploités depuis les années 1970 et sont dans les années 2000 considérés comme menacés de disparition sur l'essentiel de leur aire de répartition.

## Galerie

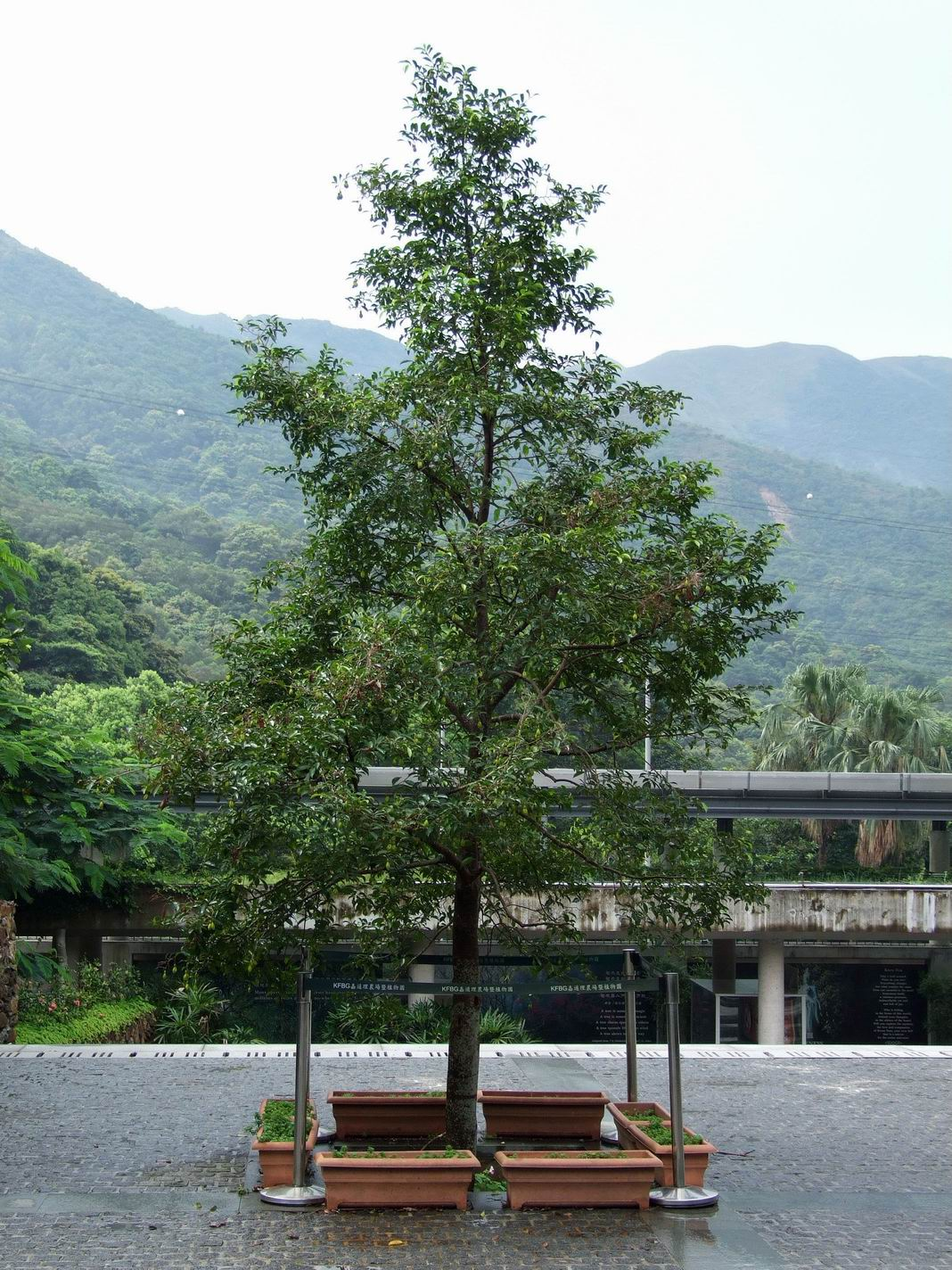
Arbre
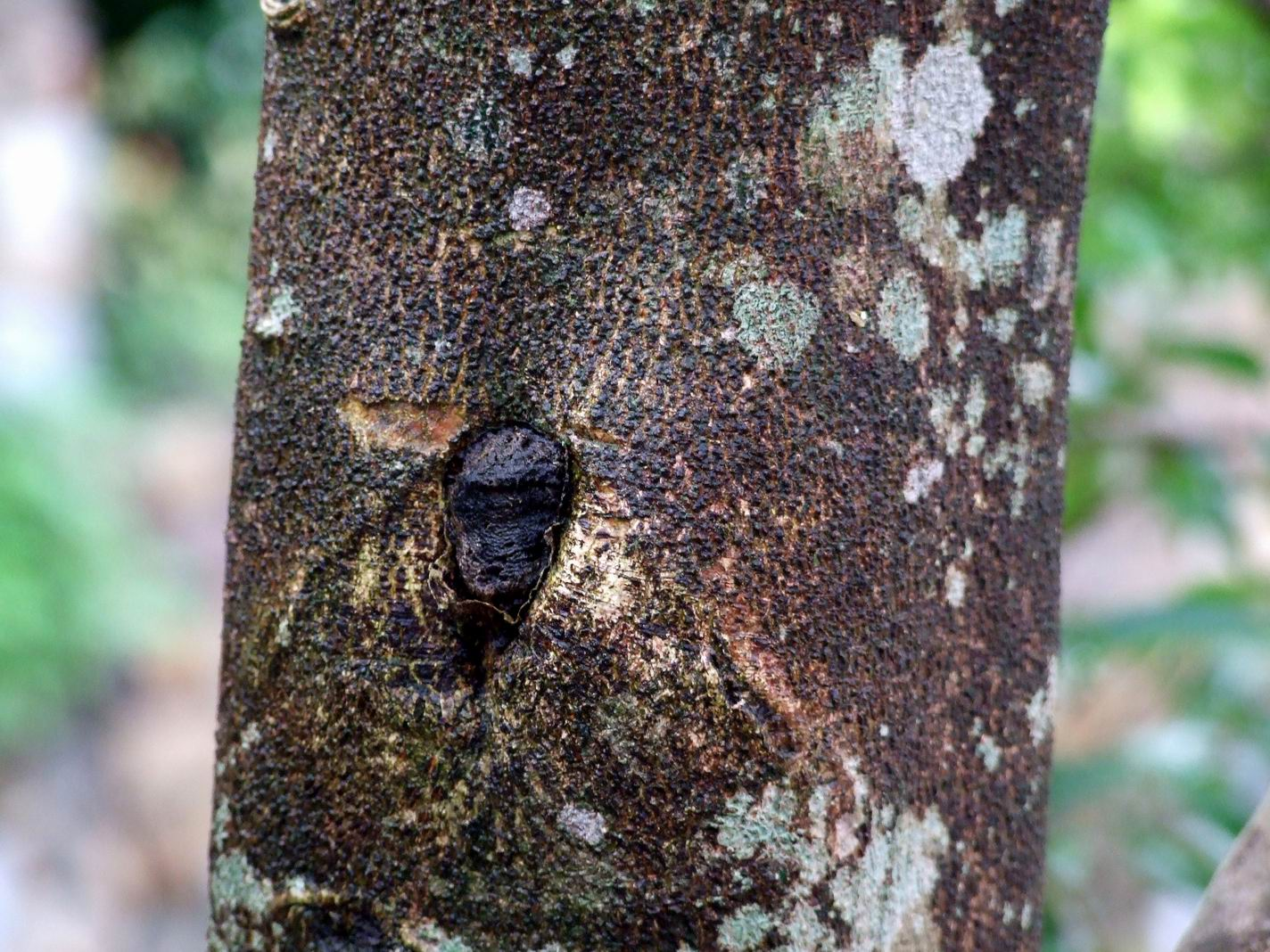
Tronc
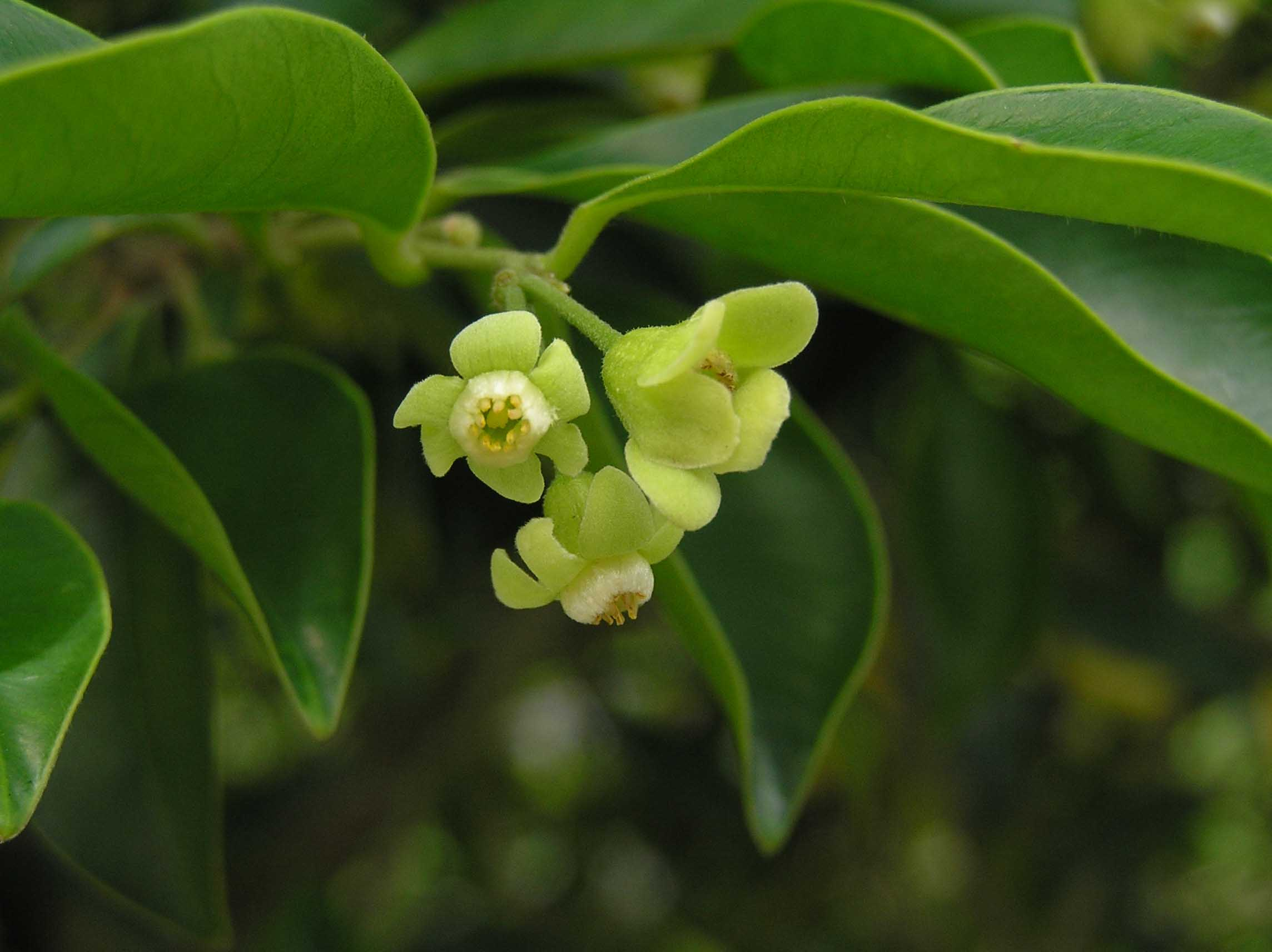
Fleurs
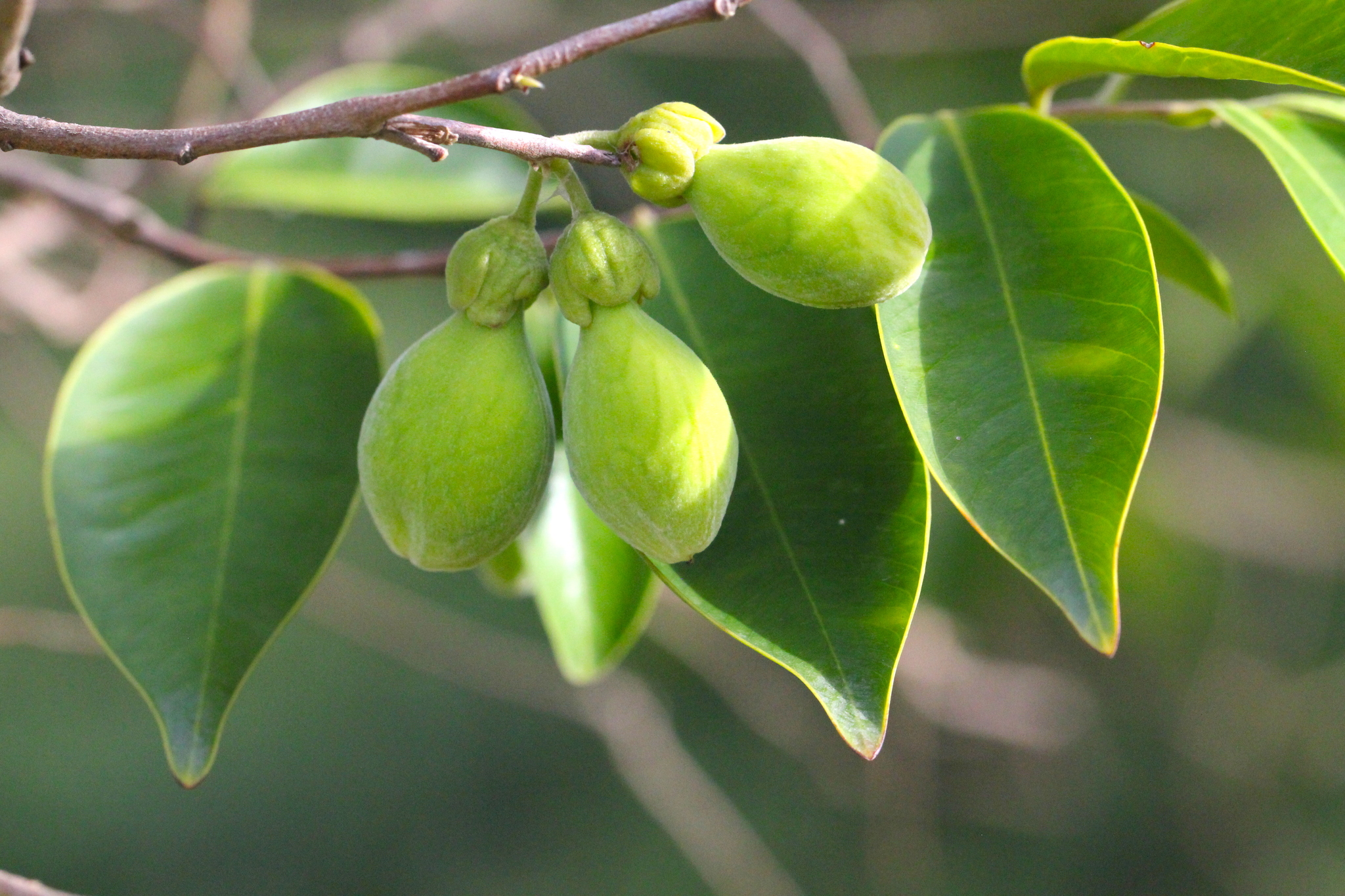
Fruits et feuilles